# Chocholatka černohřbetá
Chocholatka černohřbetá (Cephalophus dorsalis) je druh antilopy. Obývá lesy západní a jižní Afriky. Byla objevena britským zoologem Johnem Edwardem Grayem roku 1846. Obě pohlaví dorůstají 44–50 centimetrů v kohoutku, váží kolem 20 kilogramů a parohy dosahují délky 5 až 8 centimetrů.
Chocholatka je převážně noční zvíře. Jeho největším predátorem je levhart skvrnitý. Chocholatka se živí většinou ovocem ale mezi její potravu patří také zvířecí produkty jako například ptačí vejce. Samice dosahují dospělosti po 18 měsících. Chocholatka se průměrně dožívá 17–18 let.

## Popis
Chocholatka je velice podobná antilopám. Typická délka je kolem 76–105 centimetrů a výška v kohoutku kolem 50 centimetrů. Jejich váha dosahuje 20 kilogramů. Chocholatky černohřbeté nemají pohlavní dimorfismus. 
Obě pohlaví mají červeno-hnědou barvu. Na hřbetu mají černý pruh, který vede od hlavy až na ocas. Nohy má černé a v horní části přechází opět v červeno-hnědou barvu. Kvůli tomu, že chocholatka je noční zvíře, má velké černé oči.

## Potrava
Chocholatky preferují ovoce jako třeba mango. Také se živí palmu olejnou, kakaovníkem aj. Existují také zmínky o tom, že chocholatky se živí drobnými ptáky, termity, mravenci nebo mršinou.

## Populace
K roku 1999 bylo napočítáno kolem 725,000 kusů a od té doby jejich populace stále klesá, kvůli domorodým kmenům a predátorům, kteří je loví. Mezi hlavní predátory chocholatky patří leopardi.